# 전봉덕
전봉덕(田鳳德, 일본식 이름: 田中鳳德다나카 호토쿠, 아호 남헌(南軒), 평안남도 강서군, 1910년 12월 12일 ~ 1998년 5월 18일)은 일제강점기의 경찰 간부이며 대한민국의 군인, 변호사이다. 작가 전혜린의 아버지이기도 하다.

## 생애

### 초기 활동
1910년 12월 12일 평안남도 강서군에서 태어났다. 문인 전혜린은 전봉덕의 1남 7녀 중 맏딸이다.
1932년 경성부에서 경성사범학교를 졸업하고 만주의 봉천보통학교에서 교원으로 잠시 근무했다. 1934년 경성제국대학 예과에 입학한 뒤, 법문학부 법과로 진학하여 1940년 졸업하였다. 재학 중이던 1939년 일본 고등문관시험 행정과에 합격하고 같은 해 사법과에도 합격했다. 졸업 후 조선총독부 내무국 지방과에서 관료 생활을 시작하여 이듬해 고등관 7등의 경시에 임용되어 평안북도 경찰부 보안과장을 지냈다. 이후 고등관 5등으로 승급하여 경기도 경찰부 수송보안과장으로 근무하면서 보안 업무와 화물 및 자동차 등 운송수단을 통제 감독하면서 일제의 전쟁 수행을 적극적으로 지원하던 중에 광복을 맞았다. 전봉덕은 광복 당시 경찰 최고위직인 경시에 올라 있던 조선인 8명 중 한 명이다.

### 해방 이후
사상범을 다루는 보안과에 근무했지만 미군정의 일제 경찰 경력자 우대 방침에 따라 경기도 경찰부의 보안과장으로 계속 근무했으며, 장택상의 비호를 받으며 미군정 경무부의 공안과장(1946), 그해 임시로 경기도경찰부 보안과장을 겸직했고, 이후 군정청 경무부 감찰관(1947), 경무부 교육국 부국장 겸 경찰전문학교 부교장(1947) 등으로 승진했다.
1948년 반민족행위처벌법의 제정과 함께 친일 경찰에 대한 탄압이 예상되자, 친일파 조직인 88 구락부의 같은 회원이던 신성모 국방부장관의 도움으로 육군사관학교를 졸업(제1기)하고, 1949년 중령에 임관, 헌병사령부 부사령관에 임명되었다.
이후 헌병 조직은 친일 경찰들의 도피처가 되었으며, 전봉덕은 자신을 체포하려했던 반민특위의 소장파 의원들이 연루된 1949년 국회 프락치 사건이 발생하자 헌병대 산하에 특별수사본부를 설치하고 수사본부장에 올라 이들을 체포해 고문했다. 1949년 8월 대령이 되었다.
1949년에는 대통령 이승만의 최대 정적인 김구가 자택에서 안두희에게 암살되는 사건이 일어났고, 이때 전봉덕은 안두희를 보호하면서 사건을 축소하고 배후를 은폐하는 쪽으로 수사를 마무리해버렸다. 이승만이 사건 발생 보고를 듣자마자 당일로 그가 수사를 담당할 수 있도록 헌병사령관으로 승진시킨 것을 놓고, 김구 암살의 배후라는 소문이 꾸준히 나돌았다.
전봉덕은 이후 국무총리 비서실장을 거쳐 변호사로 일하면서 대한변호사협회 회장을 지내는 등 법조계의 원로로 활동하였고, 법제사 분야의 저술 활동을 주로 벌였다. 1956년 8월 21일에는 재향군인회 부회장의 1인으로 선출됐다. 1958년 1월부터 조봉암의 공동 변호인의 한사람으로 조봉암 재판에 참여했고, 그해 국회의원 선거에 경북 영주에서 무소속으로 입후보했으나 낙선했다. 1961년 7월 16일부터 12월까지는 구법령정리위원으로 활동했다. 1973년에는 한국법사학회를 창설하고 회장을 맡았다. 1980년대 이후 미국에 건너가 생활했다.

## 평가
2002년 공개된 친일파 708인 명단과 2008년 발표된 민족문제연구소의 친일인명사전 수록예정자 명단에 모두 선정되었다.

## 같이 보기
- 대한변호사협회
- 전혜린

## 참고자료
- 반민족문제연구소 (1993년 3월 1일). 〈전봉덕 : 화려한 경력으로 위장한 친일경찰의 본색 (김무용)〉. 《친일파 99인 2》. 서울: 돌베개. ISBN 978-89-7199-012-4.